# MFK Mykolajiv

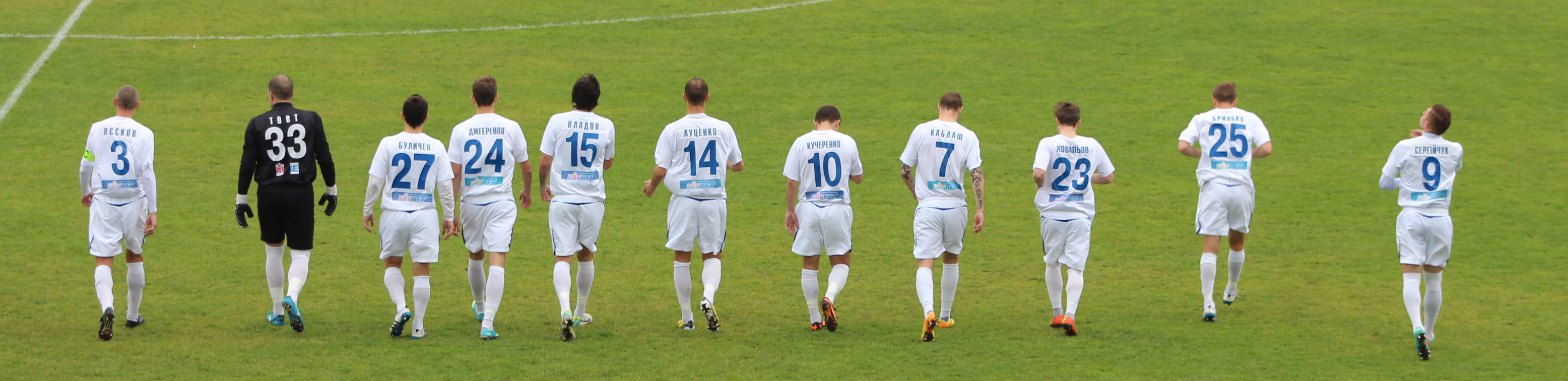
Team van maart 2013

MFK Mykolajiv (Oekraïens: Муніципальний футбольний клуб "Миколаїв") is een Oekraïense voetbalclub uit de stad Mykolajiv. De club werd opgericht als Sudostroitel Mykolajiv en veranderd later de naam in FC Evis Mykolajiv.
In 1991 speelde de club in de derde klasse van de toenmalige Sovjet-Unie. Nadat het land verbrokkelde en Oekraïne onafhankelijk geworden was werd Evis geselecteerd voor de nieuwe hoogste klasse (Vysjtsja Liha). Dat seizoen waren er twee poules van 10 clubs en Evis werd negende en plaatste zich zo niet voor het volgende seizoen.
In 1994 werd de naam SK Mykolajiv aangenomen en de club promoveerde opnieuw naar de hoogste klasse, waar de dertiende plaats bereikt werd (de hoogste tot dusver). Het volgende seizoen degradeerde de club opnieuw. In 1998 kon de club opnieuw promoveren maar werd laatste in de competitie, de voorlaatste (Prikarpattja Ivano-Frankivsk) had het dubbel aantal punten, 24.
In 2002 werd de naam in FK Mykolajiv veranderd, de club eindigde enkele keren in de subtop tot in 2004/05 de 17de plaats behaald werd wat een degradatie betekende. Daarna werd de huidige naam aangenomen. MFK behaalde meteen de titel en kon na één seizoen terugkeren naar de Persja Liha. In 2008 degradeerde de club om in 2011 weer terug te keren. Op 21 augustus 2021 werd de club door de Oekraïense voetbalbond teruggezet naar de Droeha Liha.